# Nokia C1-01
Nokia C1-01 – telefon komórkowy produkowany przez fiński koncern Nokia.

## Dane ogólne
- Wysokość (mm): 105 mm
- Szerokość (mm): 40 mm
- Grubość (mm): 12 mm
- Czas czuwania (maksymalny): 400 godzin
- Czas rozmowy (maksymalny): 400 minut

## Multimedia i transmisja danych
- Bluetooth
- Odtwarzacz muzyki
- Głośniki stereo
- Aparat fotograficzny 0,3 mpix

## Wiadomości
- SMS
- MMS
- Długie wiadomości